# Asociación estelar de la Osa Mayor
La asociación estelar de la Osa Mayor (Colinder 285) es la asociación estelar más cercana al sistema solar al situarse su núcleo a unos 75-80 años luz de distancia.
Son un grupo de estrellas con velocidades similares y que se trasladan juntas en el espacio en dirección a la constelación del arquero o sagitario, por lo que poseen un mismo origen y su edad se ha estimado entre 300 y 500 millones de años. Incluye muchas estrellas brillantes, la mayor parte de las del carro de la Osa Mayor excepto Dubhe (α UMa) y Alkaid (η UMa).

## Descubrimiento
La asociación estelar de la Osa Mayor fue descubierta en 1869 por Richard A. Proctor, quien observó que, excepto Dubhe y Benetnasch, todas las estrellas de la Osa Mayor tienen movimientos propios apuntando a un punto común en Sagitario. Por ello, la Osa Mayor, a diferencia de otras constelaciones, está compuesta mayormente por estrellas relacionadas entre sí.

## Características y constituyentes
Todas las estrellas de la asociación estelar de la Osa Mayor están aproximadamente en el mismo sector de la Vía Láctea, moviéndose aproximadamente en una misma dirección y poseyendo velocidades similares en torno a los 14 km/s, aunque en velocidad relativa respecto al Sol es de 29 km/s. Contienen aproximadamente la misma metalicidad y tienen edades muy similares, lo que hace presuponer que forman un cúmulo abierto y tienen un origen común, sobre la base de las edades calculadas de las estrellas constituyentes, formado a partir de una nebulosa. Desde entonces, el grupo se ha ido dispersando por una región de unos 30 × 18 años luz, cuyo núcleo está a unos 75-80 años luz, lo que hace que sea la asociación estelar más próxima a la Tierra.
El sistema solar a pesar de su cercanía, se mantiene en el borde del cúmulo estelar, no formando parte de esta asociación, al poseer un movimiento propio diferente y en dirección al ápex cercano a la estrella Vega. El sistema solar es unas 10 veces más antiguo. De hecho, hace 40 millones de años estaba muy alejado de este cúmulo estelar.

### Estrellas del núcleo
La mayor parte de las estrellas del carro de la Osa Mayor integran el núcleo de esta asociación estelar. Destacan de entre las más brillantes (menos de la tercera magnitud) todas estas estrellas del carro:
- Alioth (ε Ursae Majoris) como estrella más brillante con una magnitud aparente de +1.77 y a una distancia de 83 años luz.
- Sistema múltiple de Mizar (ζ Ursae Majoris) con una magnitud conjunta de +2.23 a 81 años luz.
- Merak (β Ursae Majoris) a 80 años luz y con una magnitud aparente de +2.37.
- Phecda (γ Ursae Majoris) a 84 años luz y magnitud aparente de +2.44.

De las 14 estrellas de núcleo, todas, excepto HD 109647 (de la constelación de los lebreles), son de la Osa Mayor.
| Nombre tradicional | Constelación   | Bayer | Flamsteed | HD     | HIP   | vis. mag. | Distancia en años luz | clase  | Observaciones                                            |
| ------------------ | -------------- | ----- | --------- | ------ | ----- | --------- | --------------------- | ------ | -------------------------------------------------------- |
| ε UMa              | Osa Mayor      | ε     | 77        | 112185 | 62956 | 1.76      | 81                    | A0p    | Alioth                                                   |
| ζ UMa A            | Osa Mayor      | ζ     | 79        | 116656 | 65378 | 2.23      | 78                    | A2V    | Mizar, Mizat, Mirza, Mitsar, Vasistha (sistema múltiple) |
| β UMa              | Osa Mayor      | β     | 48        | 95418  | 53910 | 2.34      | 79                    | A1V    | Merak, Mirak                                             |
| γ UMa              | Osa Mayor      | γ     | 64        | 103287 | 58001 | 2.41      | 84                    | A0V SB | Phad, Phecda, Phegda, Phekha, Phacd                      |
| δ UMa              | Osa Mayor      | δ     | 69        | 106591 | 59774 | 3.32      | 81                    | A3V    | Megrez, Kaffa                                            |
| ζ UMa B            | Osa Mayor      | ζ     | 79        | 116657 |       | 3.95      |                       |        | Forma parte del sistema cuádruple de Mizar               |
| 80 UMa             | Osa Mayor      | g     | 80        | 116842 | 65477 | 3.99      | 81                    | A5V SB | Alcor, Saidak, Suha, Arundhati (sistema binario)         |
| 78 UMa             | Osa Mayor      |       | 78        | 113139 | 63503 | 4.93      | 81                    | F2V    |                                                          |
| 37 UMa             | Osa Mayor      |       | 37        | 91480  | 51814 | 5.16      | 86                    | F1V    |                                                          |
| HD 115043          | Osa Mayor      |       |           | 115043 | 64532 | 6.82      | 84                    | G1V    | Gliese 503.2                                             |
| HD 109011          | Osa Mayor      |       |           | 109011 | 61100 | 8.10      | 77                    | K2V    | variable NO UMa                                          |
| HD 110463          | Osa Mayor      |       |           | 110463 | 61946 | 8.28      | 76                    | K3V    | variable NP UMa                                          |
| HD 109647          | Canes Venatici |       |           | 109647 | 61481 | 8.53      | 86                    | K0     | variable DO CVn                                          |

### Estrellas de corriente
Existe también una corriente de estrellas que probablemente son miembros de la asociación estelar de la Osa Mayor aunque dispersas en una gran extensión de cielo (desde Cefeo a Triángulo austral). He aquí una lista:
| Nombre tradicional | Constelación        | Bayer | Flamsteed | HD     | HIP    | vis. mag. | Distancia en años luz | clase     | Observaciones                                                                           |
| ------------------ | ------------------- | ----- | --------- | ------ | ------ | --------- | --------------------- | --------- | --------------------------------------------------------------------------------------- |
| β Aur              | Auriga              | β     | 34        | 40183  | 28360  | 1.90      | 82                    | A2V       | Menkalinan, Menkalina                                                                   |
| α CrB              | Corona Borealis     | α     | 5         | 139006 | 76267  | 2.22      | 75                    | A0V       | Alphecca, Alphacca, Alphekka, Gemma, Gnosia, Gnosia Stella Coronae, Asteroth, Ashtaroth |
| δ Aqr              | Aquarius            | δ     | 76        | 216627 | 113136 | 3.27      | 159                   | A3V       | Skat, Scheat, Seat, Sheat                                                               |
| ζ Leo              | Leo                 | ζ     | 36        | 89025  | 50335  | 3.43      | 260                   | F0III     | Adhafera, Aldhafera, Aldhafara                                                          |
| γ Lep A            | Lepus               | γ     | 13        | 38393  | 27072  | 3.59      | 29                    | F7V       |                                                                                         |
| β Ser              | Serpens             | β     | 28        | 141003 | 77233  | 3.65      | 153                   | A3V       | Chow                                                                                    |
| ζ Boo A            | Bootes              | ζ     | 30        | 129246 | 71795  | 3.78      | 180                   | A3IVn     |                                                                                         |
| χ1 Ori             | Orión               | χ1    | 54        | 39587  | 27913  | 4.39      | 28                    | G0V       |                                                                                         |
| ζ Boo B            | Bootes              | ζ     | 30        | 129247 |        | 4.43      | 180                   | A2III     |                                                                                         |
| 21 LMi             | Leo Minor           |       | 21        | 87696  | 49593  | 4.49      | 91                    | A7V       |                                                                                         |
| χ Cet              | Cetus               | χ     | 53        | 11171  | 8497   | 4.66      | 77                    | F3III     | estrella binaria                                                                        |
| γ Mic              | Microscopium        | γ     | 39        | 199951 | 103738 | 4.67      | 223                   | G8III     |                                                                                         |
| ζ Crt              | Crater              | ζ     | 27        | 102070 | 57283  | 4.71      | 350                   | G8III     |                                                                                         |
| ζ TrA              | Triangulum Australe | ζ     | 31        | 147584 | 80686  | 4.90      | 39                    | F9V       |                                                                                         |
| 16 Lyr             | Lyra                |       | 16        | 177196 | 93408  | 5.00      | 128                   | A7V       |                                                                                         |
| 66 Tau             | Taurus              | r     | 66        | 27820  | 20522  | 5.10      | 396                   | A3V       |                                                                                         |
| 59 Dra             | Draco               |       | 59        | 180777 | 94083  | 5.11      | 89                    | A9V       |                                                                                         |
| 89 Psc             | Pisces              | f     | 89        | 7804   | 6061   | 5.13      | 220                   | A3V       |                                                                                         |
| HD 75605           | Pyxis               |       |           | 75605  | 43352  | 5.19      | 229                   | G8III     |                                                                                         |
| 18 Boo             | Bootes              |       | 18        | 125451 | 69989  | 5.41      | 85                    | F5IV      |                                                                                         |
| HD 109799          | Hydra               |       |           | 109799 | 61621  | 5.41      | 113                   | F0V       |                                                                                         |
| π1 UMa             | Osa Mayor           | π1    | 3         | 72905  | 42438  | 5.63      | 47                    | G1.5Vb    | Muscida                                                                                 |
| HD 220096          | Sculptor            |       |           | 220096 | 115312 | 5.65      | 329                   | G5IV      |                                                                                         |
| 29 Com             | Coma Berenices      |       | 29        | 111397 | 62541  | 5.71      | 402                   | A1V       |                                                                                         |
| HD 18778           | Cefeo               |       |           | 18778  | 14844  | 5.92      | 202                   | A7III-IV  |                                                                                         |
| HD 165185          | Sagittarius         |       |           | 165185 | 88694  | 5.94      | 57                    | G3V       | Gliese 702.1                                                                            |
| 6 Sex              | Sextans             |       | 6         | 85364  | 48341  | 6.01      | 200                   | A8III     |                                                                                         |
| HD 171746          | Hércules            |       |           | 171746 | 91159  | 6.21      | 112                   | G2Vv comp |                                                                                         |
| HD 26932           | Taurus              |       |           | 26932  |        | 6.23      | 69                    | G0IV      |                                                                                         |
| HD 129798          | Draco               |       |           | 129798 | 71876  | 6.24      | 139                   | F2V       | variable DL Draconis                                                                    |
| 41 Vir             | Virgo               |       | 41        | 112097 | 62933  | 6.25      | 199                   | A7III     |                                                                                         |
| χ Cet B            | Cetus               | χ     | 53        | 11131  | 8486   | 6.72      | 78                    | G0        | EZ Cet                                                                                  |
| HD 71974 A         | Lynx                |       |           | 71974  | 41820  | 7.51      | 94                    | G5        |                                                                                         |
| HD 59747           | Lynx                |       |           | 59747  | 36704  | 7.70      | 64                    | G5        | DX Lyn                                                                                  |
| HD 28495           | Camelopardalis      |       |           | 28495  | 21276  | 7.76      | 90                    | G0        | MS Cam                                                                                  |
| HD 173950          | Lyra                |       |           | 173950 | 92122  | 8.08      | 121                   | G5        | V595 Lyr                                                                                |
| HIP 66459          | Canes Venatici      |       |           |        | 66459  | 9.06      | 36                    | K5        | Gliese 519                                                                              |
| HD 71974 B         | Lynx                |       |           | 71974  | 41820  | 9.09      | 94                    |           |                                                                                         |
| HD 95650           | Leo                 |       |           | 95650  | 53985  | 9.68      | 38                    | M0        | DS Leo, Gliese 410                                                                      |
| HD 238224          | Osa Mayor           |       |           | 238224 | 65327  | 9.72      | 82                    | K5        | Gliese 509.1                                                                            |
| HD 13959           | Cetus               |       |           | 13959  | 10552  | 9.76      | 124                   | K2        | Gliese 91.1                                                                             |
| HD 156498          | Ophiuchus           |       |           | 156498 | 84595  | 9.98      | 271                   |           | V2369 Oph                                                                               |